# Yuvalıdere, Karasu
Yuvalıdere là một xã thuộc huyện Karasu, tỉnh Sakarya, Thổ Nhĩ Kỳ. Dân số thời điểm năm 2008 là 1.226 người.